# Луговское (Псковская область)
Луговское — деревня в Шиковской волости Островского района Псковской области.
Расположена в 52 км к востоку от города Острова и в 11 км к северу от волостного центра, деревни Шики.
Постоянное население по состоянию на 2000 год в деревне отсутствовало.